# Barbascalpellum rossi
Barbascalpellum rossi is een rankpootkreeftensoort uit de familie van de Scalpellidae. De wetenschappelijke naam van de soort is voor het eerst geldig gepubliceerd in 2001 door Young.